# سامبوي ليم
سامبوي ليم (بالتاغالوغية: Samboy Lim) مواليد 1 أبريل 1962 في مانيلا، هو لاعب كرة سلة فلبيني معتزل. بدأ مسيرته الاحترافية في سنة 1986. يبلغ طوله 6 قدم 1 بوصة (1.9 م). مثّل منتخب بلاده. حقق المركز الثاني في دورة الألعاب الآسيوية 1990. اعتزل اللعب في 1997.

## سجل المنافسة
شارك في المنافسات التالية:
- بطولة أمم آسيا لكرة السلة 1985
- دورة الألعاب الآسيوية 1986
- دورة الألعاب الآسيوية 1990

## الميداليات
| الميدالية | المسابقة                   |
| --------- | -------------------------- |
| فضية      | دورة الألعاب الآسيوية 1990 |
| برونزية   | دورة الألعاب الآسيوية 1986 |